# Patricia Galeana
Patricia Galeana Herrera (Ciudad de México; 9 de junio de 1946) es una historiadora mexicana. Ha sido Investigadora en el Instituto de Investigaciones Históricas, y es catedrática en la Facultad de Filosofía y Letras de la propia institución. 
Fue Coordinadora Académica del Instituto de Investigaciones Dr. José Ma. Luis Mora (1981–1984); ha dirigido las siguientes instituciones: Intercambio Académico de la UNAM (1987–1988); el Acervo Histórico Diplomático “Genaro Estrada” (1988–1991) y el Instituto Matías Romero  de Estudios Diplomáticos de la SRE  (1991–1994), donde estableció el posgrado para los miembros del Servicio Exterior Mexicano; Archivo General de la Nación (1994–1999); Instituto Nacional de Estudios Históricos de las Revoluciones de México (INEHRM) (2013-2018) y el Museo de la Mujer (2011- a la fecha). Fue embajadora de México en Colombia (2019-2020).

## Biografía
Licenciada en Historia por la Facultad de Filosofía y Letras (FFYL) de la Universidad Nacional Autónoma de México (1963-1966); maestra en Historia de México y Doctora en Estudios latinoamericanos por la misma casa de estudios.
Es catedrática en la Facultad de la FFYL. Ha impartido cursos en el Instituto Matías Romero de Estudios Diplomáticos de la Secretaría de Relaciones Exteriores (México); en la Facultad de Ciencias Políticas y Sociales (Universidad Nacional Autónoma de México); en el Instituto de Investigaciones Dr. José María Luis Mora; en la Universidad Iberoamericana y en el Instituto Tecnológico Autónomo de México. Catedrática visitante de la Facultad de Filosofía y Letras (Universidad Autónoma de Madrid), en la Universidad de California y en la Universidad Externado de Colombia.
Fue miembro del Sistema Nacional de Investigadores (México) de Consejo Nacional de Ciencia y Tecnología (México), nivel II y es parte del Programa de Primas al Desempeño del Personal Académico del tiempo Completo (PRIDE) nivel D de la UNAM.

## Trayectoria
Ha sido Coordinadora Académica del Instituto de Investigaciones "Dr. José Ma. Luis Mora" (1981–1984). Investigadora del Instituto de Investigaciones Históricas de la UNAM (1984–1988). Directora General de Intercambio Académico de la UNAM (1987–1988). Directora General del Acervo Histórico Diplomático de la Cancillería de México (1988–1991). Directora General del Instituto Matías Romero de Estudios Diplomáticos de la Secretaría de Relaciones Exteriores (1991–1994), donde estableció el posgrado para los miembros del Servicio Exterior Mexicano. Directora del Archivo General de la Nación (1994–1999). Presidenta de la Asociación Mexicana de Estudios Internacionales (AMEI) (1995 – 1997) y miembro de su Consejo de Honor. Titular de la Secretaría Ejecutiva de la Comisión Nacional de Derechos Humanos (1999–2000).
Presidió el Comité de Historia Cultural de la Comisión de Historia del Instituto Panamericano de Geografía e Historia (IPGH) de la Organización de Estados Americanos (OEA) de febrero de 2005 hasta enero de 2014. En septiembre de 2012 fue nombrada integrante de la Junta Directiva de la Universidad Autónoma Metropolitana, cargo que ejerció hasta 2016. Fue directora general del Instituto Nacional de Estudios Históricos de las Revoluciones de México (INEHRM) entre enero de 2013 y diciembre de 2018. Presidenta de la Comisión de Historia del Instituto Panamericano de Geografía e Historia de la Organización de Estados Americanos (2014-2021); es Miembro Correspondiente Extranjera de la Academia Nacional de la Historia del Ecuador desde 2020. Fue designada Embajadora de México en Colombia de 2019 a 2020.  
Fundadora y conductora en Radio UNAM de los programas México y el mundo. Historia de sus relaciones exteriores (1991–1994) y “Temas de Nuestra Historia” (1994 a la fecha). En el Instituto Mexicano de la Radio fundó el programa “Mujeres a la Tribuna” en Radio Ciudadana (2003 a la fecha), hizo la serie radiofónica “Juárez en la Historia de México” en Opus 94 (2006), “Historia de las Revoluciones en México” que se transmite en (2013 a la fecha), “Historia de las mujeres en México (2013 a la fecha). Creadora de la serie para el Canal del Congreso “Bicentenario de la Independencia y Centenario de la Revolución Mexicana”. Ha sido asimismo, asesora histórica de programas de televisión y de películas, la más reciente “Huérfanos” de Guyta Shifter (2013).
La Asamblea Legislativa del Distrito Federal la eligió Consejera de la Comisión de Derechos Humanos del Distrito Federal, cargo que desempeñó de 2002 a 2013. También es consejera de las siguientes instituciones: Centro de Estudios de Historia de México Carso; Coordinadora del Área de Archivos Públicos de Libertad de Información-México A. C. (LIMAC); preside la Asociación de especialistas sobre La Reforma, la Intervención francesa y el Segundo Imperio, A.C. (ARISI); Fundación Emiliano Zapata de Estudios e Investigación AC. 
Es miembro del Comité Ejecutivo de la Sociedad Europea de Cultura, con sede en Venecia. El Senado de la República la nombró Secretaría Técnica ad honorem de la Comisión para los festejos del Bicentenario y Centenario de México en 2007 y Secretaria Técnica ad honorem de la Comisión Especial para los festejos del Sesquicentenario de la Batalla de Puebla, 2011-2012. A partir del 5 de febrero de 2013 se constituyó la Comisión Organizadora para los Festejos del Centenario de la Constitución Política de los Estados Unidos Mexicanos, siendo nombrada Secretaria Técnica, en su calidad de titular del INEHRM.
Es presidenta fundadora de la Federación Mexicana de Universitarias A.C. Fue vicepresidenta de la Federación Internacional de Mujeres Universitarias (IFUW, actualmente Graduate Women International, GWI). Curadora, fundadora y directora del Museo de la Mujer. Es integrante de la Mesa Directiva de la Asociación Internacional de Museos de la Mujer (IAWM) con sede en Merano, Italia.
Fue representante de América Latina y el Caribe en el Comité Ejecutivo del Consejo Internacional de Archivos, miembro fundador del Patronato para la Conservación del Museo Nacional de la Revolución; miembro del Grupo de Amigos del Patronato para el Rescate del Patrimonio Histórico de Oaxaca, de la Sociedad Mexicana de Bibliófilos, de la Fundación Javier Barros Sierra, del Fondo Mexicano de Intercambio Académico; del Consejo Asesor de la carrera de Relaciones Internacionales de la Universidad Anáhuac del Sur y Norte y de la Academia Mexicana de Investigación y Desarrollo de la Comunicación y Fundadora de la Asociación Civil "Memoria de México". Fue miembro de las mesas de estudios para la Reforma del Estado: Derechos Humanos y Libertades Públicas, y Representación Política y Democracia Participativa; del Consejo Consultivo de la Coordinación Nacional de Comisiones y Representantes Juaristas para los Festejos del Bicentenario del Natalicio de Don Benito Juárez García; y del Consejo Editorial de la Sección de Cultura del periódico Reforma. 
Es Académica de Número de la Sociedad Mexicana de Geografía e Historia.

## Reconocimientos
Entre las distinciones recibidas destacan:
- Reconocimiento "Luis Javier Solana" por su labor en pro del derecho a la información.
- "Primer Premio Nacional de Periodismo Cultural" 2006, por la difusión en el programa Temas de Nuestra Historia en Radio UNAM, por parte del Club de Periodistas de México A.C.
- Reconocimiento medalla "Ignacio Manuel Altamirano" de la Sociedad Mexicana de Geografía y Estadística en 2007
- Medalla al mérito histórico Capitán "Alonso de León", en las categorías internacional, nacional y local, por Sociedad Nuevoleonesa de Historia, Geografía y Estadística en 2008
- Reconocimiento, medalla y fistol "Fundación Caballero Águila A. C. en 2006
- Reconocimiento "Garza de la Plata", máximo reconocimiento de la Universidad Autónoma del Estado de Hidalgo en 2011
- Reconocimiento del Senado de la República por las actividades realizadas en el marco del Bicentenario de la Independencia y Centenario de la Revolución Mexicana
- La Asamblea Legislativa del Distrito Federal, le entregó la "Medalla al Mérito Ciudadano" en 2011, por su labor a favor de las mujeres y por la creación del Museo de la Mujer
- En 2012 la Sociedad Mexicana de Geografía e Historia le otorgó la Medalla "Valentín Gómez Farías", en reconocimiento a sus aportaciones en materia de educación y formación cívica, así como por su destacada trayectoria en defensa de la soberanía nacional.
- En el marco de la celebración del 150 aniversario del triunfo de la República, en 2017, el entonces Presidente de México Enrique Peña Nieto, le entregó la condecoración “Gran Orden Victoria de la República”,[3] distinción de la Secretaría de la Defensa Nacional, la Academia Nacional de México y la Academia Nacional de Historia y Geografía, que reconoce a personalidades e instituciones con destacada trayectoria en el estudio y el rescate de la historia de México.

- En diciembre de 2017 recibió la Medalla Omecíhuatl del Instituto de las Mujeres de la Ciudad de México, por su destacada trayectoria de más de dos décadas a favor del ejercicio de los derechos de las mujeres en México.
- La Medalla “Antonio Nariño” que otorga el gobierno del municipio de Villapinzón, Colombia.
- Premio Universidad Nacional 2022
- Reconocimiento al Mérito Universitario 2022 de la Facultad de Filosofía y Letras, UNAM.
- Reconocimiento Sor Juana Inés de la Cruz 2023, UNAM.

## Obras publicadas
Autora de 16 libros: 
- México y su Historia, coordinadora académica y autora del volumen 7, ¿Monarquía o República? (UTHEA, 1984).
- José María Lafragua: Intelectual y político (Senado de la República, México, 1987).
- Benito Juárez el indio zapoteca que reformó México (Anaya, Red Editorial Iberoamericana, España, 1988).
- La disputa por la soberanía (1821 – 1876), Colección México y el Mundo: Historia de sus relaciones exteriores (1848-1876), Tomo III (Senado de la República, México, 1990; y El Colegio de México, 2010).
- Charlas de Café con Hidalgo (Grijalbo, 2009).
- La correspondencia entre Benito Juárez y Margarita Maza (Secretaría de Cultura del Gobierno del D. F., México, 2006; y Rosa Luxemburs Stiftung y Brigada Para leer en libertad, 2014).
- Dos Siglos de México (Senado de la República, Siglo XXI, 2010).
- La fascinación por el Imperio (Centro de Estudios de Historia de México, CARSO, 2011).
- El Museo de la Mujer en México (UNAM, FEMU, 2012).
- La Segunda Independencia de México (Siglo XXI, Senado de la República, 2012).
- El pensamiento laico de Benito Juárez, en la Colección de Cuadernos “Jorge Carpizo” para entender y pensar la laicidad (IIJ, UNAM, Instituto Iberoamericano de Derecho Constitucional, 2013).
- El Tratado McLane – Ocampo: La comunicación interoceánica y el libre comercio (CISAN, UNAM, Porrúa Hnos., 2014).[11]
- Las Relaciones Iglesia – Estado durante el Segundo Imperio (IIH, UNAM, Siglo XXI, 2015).
- Géneros asimétricos. Representaciones y percepciones del imaginario colectivo, de la colección “Los mexicanos vistos por sí mismos. Los grandes temas nacionales” (IIJ,UNAM, 2015).
- Juárez en la historia de México (Moscú Idea Press, 2008; Miguel Ángel Porrúa, 2017).
- Benito Juárez. El hombre y el símbolo (Ediciones Culturales Paidós, Editorial Planeta, Crítica, 2022).

Coautora y coordinadora de 34 obras de Historia Política, Diplomática y género entre las que destacan: 
- José C. Valadés, político e historiador (UNAM, 1992).
- Los Cancilleres de México (SRE, 1992).
- México: Independencia y Soberanía (AGN, SEGOB, 1996).
- Cultura y Derechos de los Pueblos Indígenas de México (AGN, SEGOB, FCE, 1996).
- México y sus Constituciones (AGN, FCE, 1998; edición corregida y aumentada, 2013).
- Relaciones Estado-Iglesia: Encuentros y Desencuentros (AGN, SEGOB, 1998).
- Latinoamérica en la conciencia europea. Europa en la conciencia latinoamericana (FCE, 1999).
- Edmundo O’Gorman en el Archivo General de la Nación (SEGOB, AGN, México,  1999).
- La Definición del Estado Mexicano 1857-1867 (SEGOB, AGN, 1999).
- La verdadera historia de la ciudadanía de las mujeres (FEMU, ALDF, 2003).
- Encuentro de Liberalismos (UNAM, ARISI, México, 2004).
- Juárez jurista (IIJ, UNAM, 2007).
- Presencia internacional de Juárez (IIJ, UNAM, 2007).
- Medio siglo de derechos políticos de las mujeres en México (UAEM, FEMU, 2008).
- Historia comparada de las Américas (IPGH, CISAN, CIALC, 2008).
- El Constitucionalismo Mexicano. Influencias trasatlánticas y continentales (Siglo XXI, Senado de la República, 2010).
- Colección Historia de las Instituciones Jurídicas (IIJ, UNAM, Senado de la República, 2010) con 32 volúmenes.
- Secularización del Estado y de la Sociedad (Siglo XXI, Senado de la República, 2010).
- Impacto de la Revolución Mexicana (Senado de la República, UNAM, CIALC, Siglo XXI, 2010).
- El Impacto de la Intervención Francesa en México (Siglo XXI Editores, México, 2011).
- El Imperio Napoleónico y la Monarquía en México (Siglo XXI, Senado de la República, Gobierno del estado de Puebla, 2012).
- La Resistencia Republicana en las entidades federativas de México (Siglo XXI, Senado de la República, Gobierno del estado de Puebla, 2012).
- Diplomáticas Mexicanas (Siglo XXI Editores, México, 2022).

Coautora de 110 publicaciones, entre ellas: Maximiliano como liberal y como conservador de México a Miramar”, en Massimiliano rilatura di un’esistenza (Edizioni della Laguna, 1992); “La caricatura política en México, el 98 visto por la prensa mexicana” en La Gráfica Política del 98 (Centro Extremeño de Estudios y Cooperación con Iberoamérica, España, 1998), “Carlota fue Roja”, en Más Nuevas del Imperio. Estudios Interdisciplinarios acerca de Carlota de México (Universidad de Erlangen - Núremberg, 2001); “El derecho constitucional de México. Marco histórico”, en Las constituciones de Canadá, los Estados Unidos de América y México (Porrúa, UNAM, 2003); “Juárez y el Estado nacional mexicano”, en El buen ciudadano: Benito Juárez, 1806–2006 (INAH, 2006); Voz del diccionario “Historia” en Espacio – Tiempo (IPGH, UNAM, 2008); “El proceso independentista de México” en América. Contacto e independencia (IPGH, 2008); "A 150 años de la creación del estado laico en México" (2009); “Juarismo” y “José C. Valadés” para el Diccionario de la Revolución Mexicana (UNAM, 2010); “Las independencias iberoamericanas en su laberinto”, en Las independencias iberoamericanas en su laberinto. Controversias, cuestiones interpretaciones (Universidad de Valencia, 2010); “La alianza México-Estados Unidos: el proyecto del Tratado McLane-Ocampo” en El Derecho en México: dos siglos (1810-2010) (IIJ-UNAM, Porrúa, 2010); "La revolución cultural de la Reforma", en Miradas a la Reforma (Coordinación de Humanidades, UNAM, 2012); “La Construcción del Estado Laico Mexicano” en El Estado laico y los derechos humanos en México: 1810-2010, (FFyL, IIJ, UNAM, 2012); “Entre diplomáticos y militares: España y la intervención en México en 1862” en México y España. La mirada compartida de Antonio García Pérez (Iberdrola, España, 2012); “Impacto de la Reforma Liberal en la vida de las mujeres” en Las leyes de reforma y el Estado laico: Importancia histórica y validez contemporánea (UNAM, COLMEX, México, 2013); “Clérigos, militares y civiles en la lucha por el poder” en Memorias del X Encuentro Nacional de Historiadores del Segundo Imperio y la Restauración de la República (Instituto Queretano de la Cultura y las Artes, Museo de la Restauración de la República, 2013); “Maximiliano en México y la Resistencia Republicana” en Maximiliano en México y la Resistencia Republicana. A 150 años de la llegada de Maximiliano a México (Instituto Queretano de la Cultura y las Artes, Museo de la Restauración de la República, 2014); “Maximiliano como liberal y como conservador” en Maximiliano en México y la Resistencia Republicana; “La Constitución de 1917, reforma de la Constitución de 1857” en La Constitución Análisis Rumbo a su Centenario, Temas Estratégicos del Senado (Senado de la República, 2015).
Coordinadora de 335 publicaciones, entre ellas: Presidentes de México. De la Revolución a nuestros días (Presidencia de la República, 1988); Historia de la Secretaría de Relaciones Exteriores. México (SRE, 1993); Cronología Iberoamericana 1803-1992 (FCE, México, 1993); Patrimonio Artístico de la Cancillería Mexicana (SRE, 1994); Lecumberri: Un Palacio lleno de Historia (AGN, 1994); Balance y Prospectiva de los Archivos Históricos de México (AGN, SEGOB, 1994); México: Patria e Identidad (AGN, 1995), Relaciones de México: América Latina, América del Norte y la Unión Europea (AMEI, UNAM, 1997); Vigencia de la Constitución. LXXX Aniversario (AGN, SEGOB, 1997); Documentos Históricos sobre la Defensa de Chapultepec (Comisión organizadora de los homenajes del CL Aniversario de los Niños Héroes 1847-1997, AGN, SEGOB, 1997); México y sus relaciones con El Caribe (AMEI, UNAM, Gobierno del Estado de Quintana Roo, Universidad de Quintana Roo, 1998); El nacimiento de México (FCE, SEGOB, AGN, 1999); Consumación de la Independencia (SEGOB, AGN, 1999); México en el Siglo XX (SEGOB – AGN, 1999); Nuestra Frontera Norte (AGN, SEGOB, 1999); Orígenes de Nuestra Ciudad (AGN, SEGOB, 1999); Derecho a la información y Archivos Públicos (Limac, 2005); Audio libro La historia de México a través de sus documentos. Independencia, Reforma y Revolución (UANL, 2010); Historia Comparada de las Mujeres en las Américas (IPGH, Coordinación de Humanidades, UNAM, CISAN, CIALC, IFUW, FEMU, 2012); Historia Comparada de las Migraciones en las Américas (IPGH, CoHu-UNAM, IIJ-UNAM, 2014), La Revolución de las Mujeres en México (INEHRM, SEP, 2014). 
Ha escrito numerosos artículos y ensayos en revistas especializadas y ha prologado obras de temas históricos, relaciones internacionales y de género. 
Ha sido colaboradora de los diarios La Jornada, el suplemento El Búho del diario Excélsior, El Nacional, Unomásuno; y las revistas Proceso, Archipiélago, Este País, Relatos e Historias en México.